# Casarano
Casarano är en ort och kommun i provinsen Lecce i regionen Apulien i Italien. Kommunen hade 20 070 invånare (2017).